# Kapsa decorata
Kapsa decorata är en insektsart som beskrevs av Irena Dworakowska 1981. Kapsa decorata ingår i släktet Kapsa och familjen dvärgstritar. Inga underarter finns listade i Catalogue of Life.